# Rock 'n' Roll Damnation
Singles de AC/DC
Whole Lotta Rosie
(1978) Highway to Hell
(1979)
Pistes de Powerage
Down Payment Blue
Rock 'n' Roll Damnation est un single du groupe de hard rock AC/DC, et la première piste de leur album Powerage, sorti en 1978. Écrit par Angus Young, Malcolm Young et Bon Scott.
Elle a été jouée en live par le groupe pendant la tournée de Powerage et lors de la tournée mondiale de 2003. Elle est apparue sur l'album live If You Want Blood You've Got It de 1978.

## Membres
- Angus Young : Guitare solo
- Malcolm Young : Guitare rythmique
- Bon Scott : Chant
- Cliff Williams : Bassiste
- Phil Rudd : Batterie